# Pawel Grigorjewitsch Schelaputin

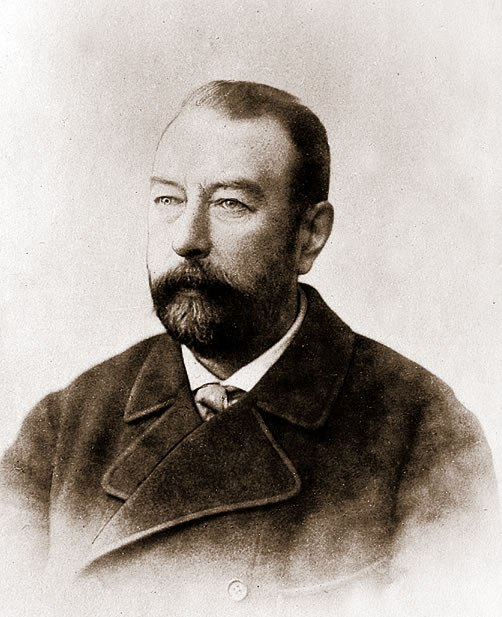
Pawel Grigorjewitsch Schelaputin

Pawel Grigorjewitsch Schelaputin (russisch Павел Григорьевич Шелапутин; * 1848 in Moskau; † 23. Mai 1914 in Fribourg) war ein russischer Unternehmer und Mäzen.

## Leben
Schelaputin stammte aus einer altgläubigen reichen Moskauer Kaufmannsfamilie. Er erhielt eine sehr gute häusliche Erziehung und begeisterte sich schon früh für Kunst und Musik. Er lernte das Violinenspiel bei dem Professor des Moskauer Konservatoriums Juli Gustawowitsch Gerber.
1869 erwarb Schelaputin von Emmanuil Dmitrijewitsch Naryschkin das Landgut Pokrowskoje-Fili, dessen Park und Wald er für die öffentliche Nutzung freigab. Hier baute er ein Heim für 20 unheilbar Kranke. Zusammen mit dem Verwandten Iwan Iwanowitsch Karsinkin (1822–1881) gründete Schelaputin 1874 die Balaschinskaja-Manufaktur-Gesellschaft zur Herstellung von Baumwollgarnen und -geweben, die Ende des 19. Jahrhunderts zu den 100 bedeutendsten Firmen des europäischen Russlands und zu den 6 bedeutendsten Firmen der Oblast Moskau gehörte. Er gründete bei der Manufaktur ein Pflegeheim für 120 alt gewordene Arbeiter und Waisen. Er organisierte den Rat der Gesellschaft der Mittleren Handelsreihen in Moskau. Als Mitglied der Ersten Moskauer Gesellschaft für Nüchternheit organisierte er 1896 in seinem Haus an der 1. Rogoschskaja-Straße die Rogoschskoje-Abteilung der Gesellschaft und gründete auf seine Kosten zwei Teehäuser, in denen Leseräume mit Bibliothek und Büchermagazin eingerichtet waren.
1886 übernahm Schelaputin das Theater am Theaterplatz, das Michail Walentinowitsch Lentowski seit 1882 mietete und das vom Architekten Bernhard Freudenberg erweitert worden war. 1898 wurde es vom Staat für das Kaiserliche Neue Theater gemietet, das 1907 geschlossen wurde. Es gab auch Aufführungen des Simin-Operntheaters. Ab 1909 wurde das Haus vom Neslobin-Theater genutzt.
Schelaputin hatte drei früh verstorbene Söhne. Boris (1871–1913) verkehrte mit Schauspielern des Moskauer Kunsttheaters und schrieb Gedichte. Grigori (1872–1898) war künstlerisch talentiert und befreundet mit Michail Wassiljewitsch Nesterow. Anatoli (1875–1906) war ein talentierter Musiker mit absolutem Gehör, und Rimski-Korsakow widmete ihm ein Klavierstück. Zum Gedenken an seine Söhne und Verwandten baute Schelaputin auf eigene Kosten das Alexandra-Petrowna-Schelaputina-Fortbildungsinstitut für Gynäkologen für die Lomonossow-Universität Moskau (1896), das Grigori-Schelaputin-Jungengymnasium (1901), die Moskauer Gewerbeschule am Miusskaja Ploschtschad (1903, Architekt P. I. Klein, Ingenieur I. I. Rerberg), die Grigori-Schelaputin-Jungengewerbeschule und -Mädchengewerbeschule an der Kaluschskaja Uliza (1904, Architekt P. I. Klein) und die Anatoli-Schelaputin-Realschule und das Institut für Pädagogik (1911), das 1912 nach Schelaputin benannt wurde. Zum Gedenken an seinen 1913 verstorbenen Sohn Boris bot Schelaputin dem Bildungsministerium 500.000 Rubel und ein großes Grundstück auf seinem Landgut Pokrowskoje-Fili für die Errichtung eines Lehrerinnenseminars und einer Handwerksschule mit Werkstätten an, aber das Projekt wurde nicht realisiert. Er übernahm die Kosten für die Einrichtung des Saals für hellenistische Kunst im Museum der Schönen Künste und war Mitglied des entsprechenden Komitees. Auch unterstützte er großzügig deb Bau und den Betrieb der Sternwarte der Universität Moskau. Für das Alexander-Gymnasium in Jalta stiftete er eine Kirche.
1913 begab er sich zur Heilbehandlung nach Fribourg. Als er 1914 noch vor Beginn des Ersten Weltkriegs dort starb, gelang es nur mit Mühe, ihn in seine Heimat zu überführen. Er wurde auf dem Rogoschskoje-Friedhof begraben.

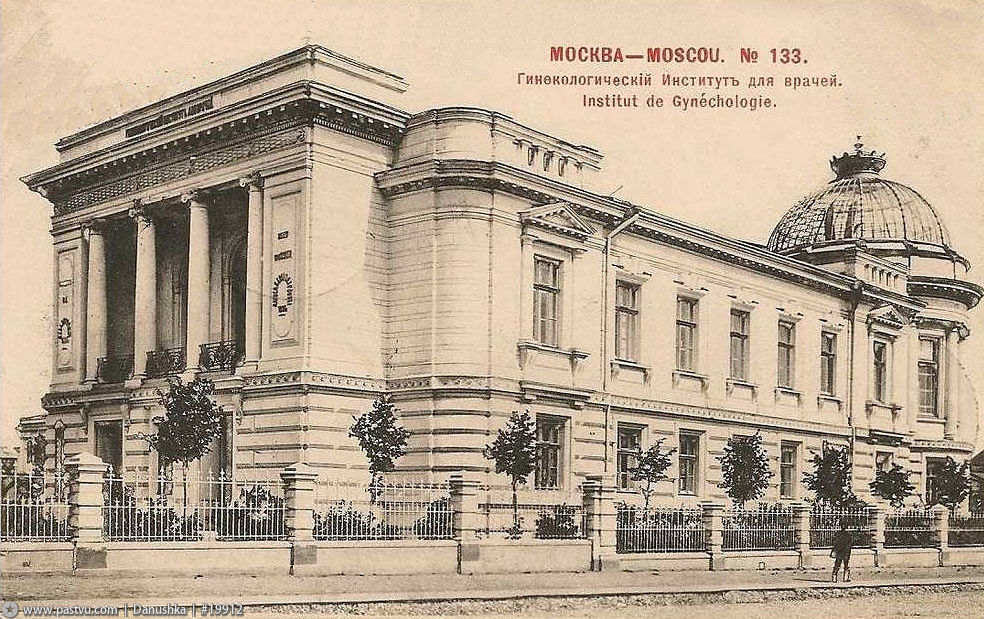
Alexandra-Petrowna-Schelaputina-Fortbildungsinstitut für Gynäkologen
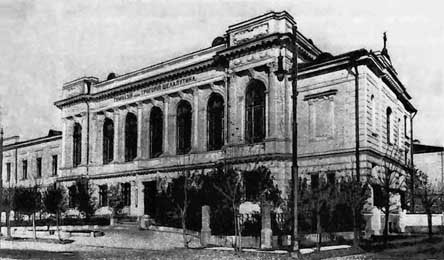
Grigori-Schelaputin-Jungengymnasium
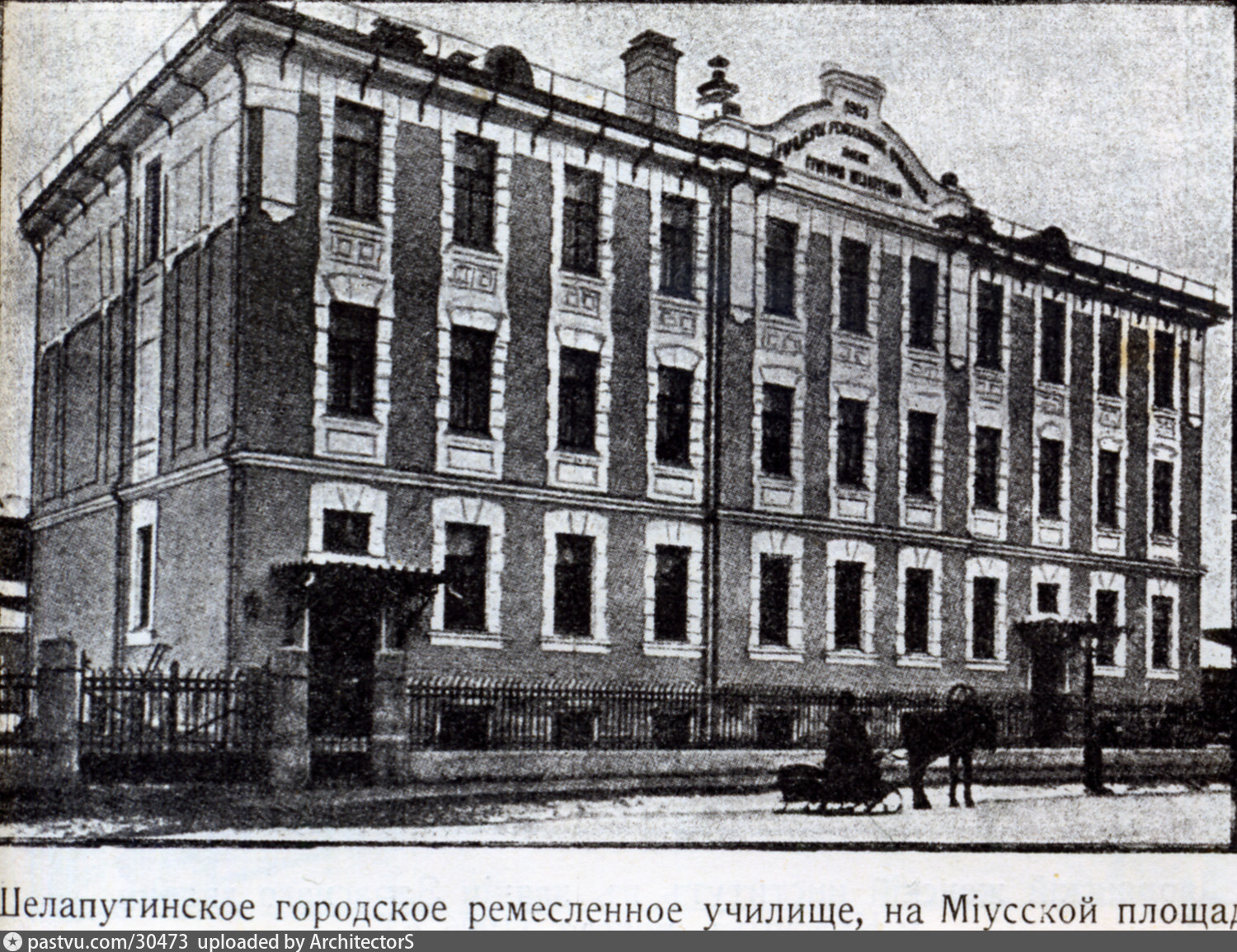
Moskauer Gewerbeschule am Miusskaja Ploschtschad
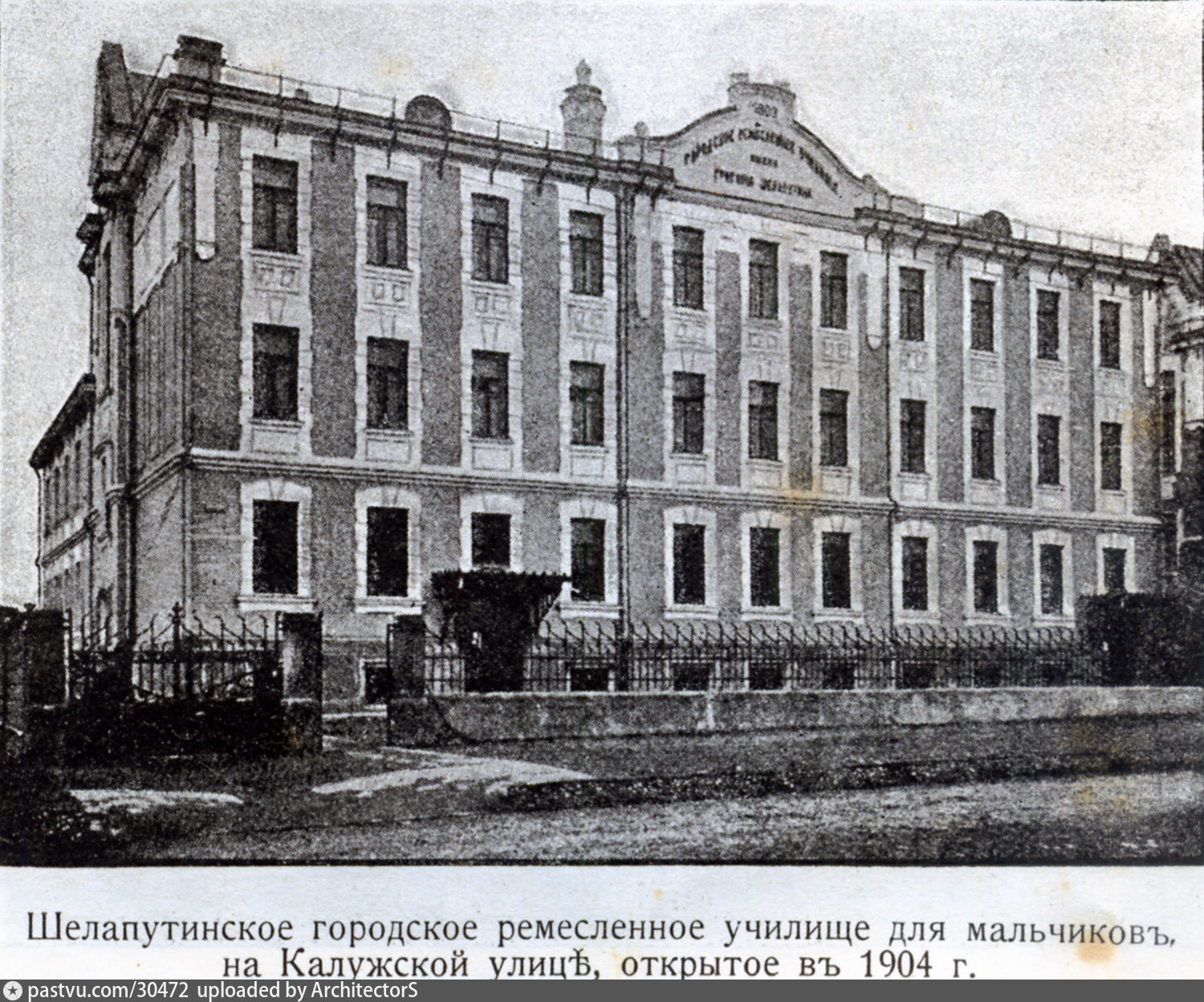
Grigori-Schelaputin-Jungengewerbeschule an der Kaluschskaja Uliza
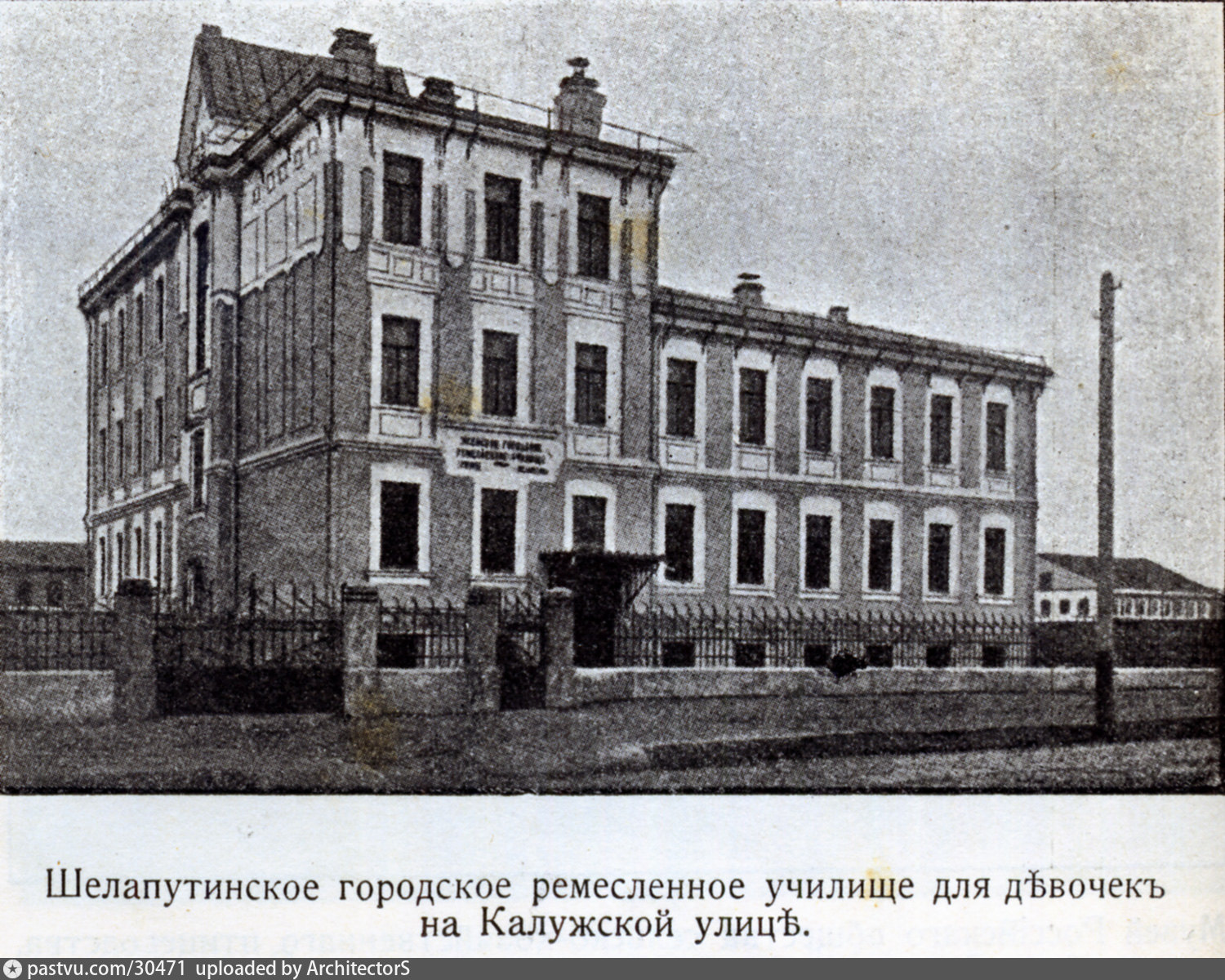
Grigori-Schelaputin-Mädchengewerbeschule an der Kaluschskaja Uliza
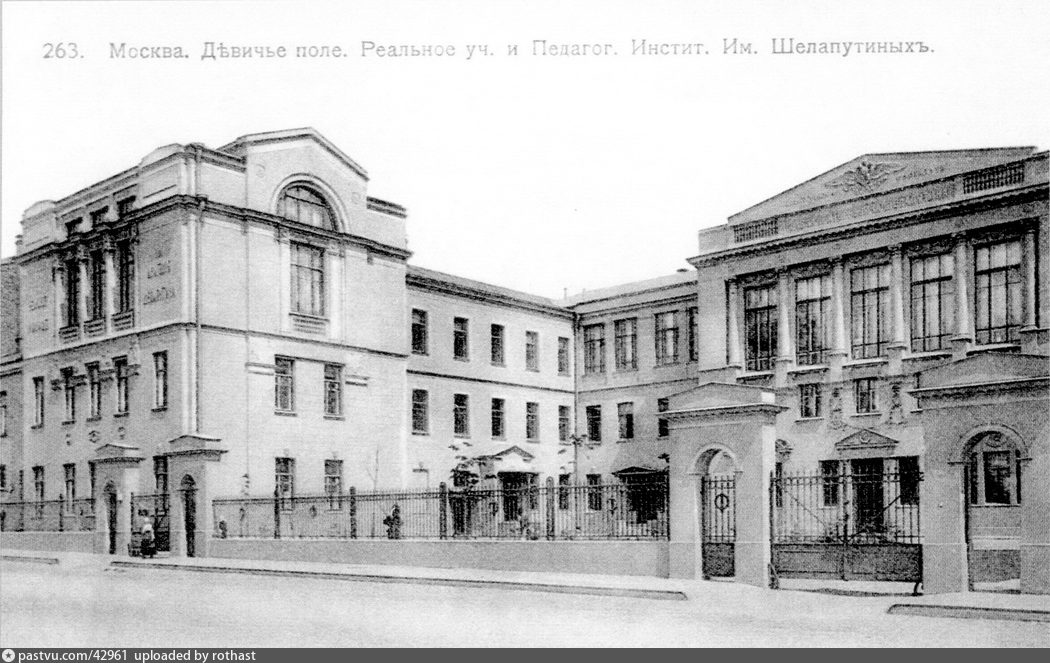
Anatoli-Schelaputin-Realschule und Schelaputin-Institut für Pädagogik